# Sciophila vakulenkoi
Sciophila vakulenkoi är en tvåvingeart som beskrevs av Stackelberg 1943. Sciophila vakulenkoi ingår i släktet Sciophila och familjen svampmyggor. Inga underarter finns listade i Catalogue of Life.